# Битка код Луиса
Битка код Луиса (енгл. Battle of Lewes), око 75 км јужно од Лондона, била је део Другог баронског рата. У њој су побуњени енглески феудалци (барони) под Сајмоном де Монфортом 14. маја 1264. потукли енглеског краља Хенрија III.

## Супротстављене снаге
Побуњеника је било знатно мање од 40.000, колико износе хроничари, али су се ипак поделили у четири групе (енгл. battles), уместо у три, како је било уобичајено; четврта је постављена у резерву. Мада изненађен појавом побуњеничке војске, Хенри је ипак стигао да се построји за борбу, у уобичајене три групе. Био је јачи од противника, нарочито у витезовима пуне опреме (лат. dextrarii coperti).

## Битка
Хенријево десно крило под принцом Едвардом (касније краљ Едвард I) разбило је противниково лево крило и кренуло у гоњење, занемаривши битку у центру и на свом левом крилу која се почела одвијати у корист побуњених феудалаца. Гилберт Глостер (енгл. Gilbert Gloucester) разбио је краљев центар, а затим је, вероватно, Сајмон бацио своју резерву на десно крило левокрилне краљеве групе; у сваком случају, убрзо после пораза центра, сломљена је левокрилна група.

## Анализа
Хроника о бици код Луиса не помиње дејство пешадије. Коњица има тада још неоспорну власт на бојном пољу.